# Pleonotoma pavettiflora
Pleonotoma pavettiflora là một loài thực vật có hoa trong họ Chùm ớt. Loài này được Sandwith miêu tả khoa học đầu tiên năm 1934.